# Chris Fydler
Chris Fydler (n. 8 noiembrie 1972, Sydney, Noul Wales de Sud, Australia) este un înotător australian, medaliat olimpic. A participat la 3 ediții ale Jocurilor Olimpice (1992, 1996, 2000) în care a câștigat două medalii de aur.